# Sabena Flight Academy
La CAE Global Academy Brussels Sabena Flight Academy è una scuola aeronautica fondata nel 1953 con sede Steenokkerzeel in Belgio. La scuola attualmente fa parte della CAE Global Academy. L'attività pratica di volo si svolge a Bruxelles, negli Stati Uniti a Mesa (Arizona) alla CAE Global Academy Phoenix (in passato Sabena Airline Training Center) e a Évora in Portogallo. La Sabena Flight Academy è una delle più antiche e considerate scuole per piloti di linea in Europa
Presso la scuola si tiene il corso "Airline Transport Pilot Integrated" ("ATP Integrated") che consiste in un corso di formazione per piloti a tempo pieno, sotto l'egida delle Joint Aviation Authorities/European Aviation Safety Agency (JAA/EASA) e che si conclude con il conseguimento dapprima del diploma detto frozen (in inglese "congelato"), cui segue il diploma unfrozen, che si ottiene dopo 1500 ore di volo su vari velivoli e che consente il conseguimento della Airline Transport Pilot License (ATPL), la licenza di pilotaggio per piloti di linea.

## Storia

### La scuola nazionale di aviazione del Belgio
Le origini della costituzione dell'istituto per la formazione dei futuri piloti di linea, risalgono al 1953 quando il governo del Belgio, che possedeva i velivoli scuola, si prese l'incarico di procedere alla formazione dei propri piloti di linea, subentrando alla Sabena, la compagnia di bandiera belga. Venne quindi creata la scuola statale École d'aviation civile (EAC).  La parte teorica e l'addestramento sui velivoli veniva condotto presso l'aeroporto di Grimbergen in uno stabile che attualmente non esiste più. La scuola di pilotaggio basico veniva svolta su de Havilland DH.82 Tiger Moth, sostituito nel 1968 dall'Aermacchi SF-260, mentre per l'addestramento avanzato si utilizzava il Saab 91 Safir, sostituito nel 1958 dal Cessna 310 e nel 1981 dall'Embraer EMB 121 Xingu.

### La Sabena airline flight school
Nel 1991 il governo belga cedette la École d'aviation civile, ormai la più rinomata scuola di aviazione in Belgio,  alla Sabena. La scuola venne fusa con il Sabena Air Training Center e i corsi si trasferirono all'aeroporto di Bruxelles. Venne presa la decisione di effettuare parte dell'addestramento al pilotaggio a Phoenix negli Stati Uniti, in quanto in Arizona il tempo consente di volare con ampia visibilità per tutto l'anno e si è in presenza di un contesto di traffico aereo affollato e complesso, utile per l'apprendimento. Malgrado il fallimento della Sabena avvenuto nel 2001, le attività della scuola non vennero interrotte. Nel 2004, la scuola fu venduta a due ex-manager della Sabena e divenne la Sabena Flight Academy.

### L'acquisizione da parte della CAE
La scuola è stata assorbita nel 2008 dal gruppo canadese CAE Inc. come parte di un programma per la creazione da parte di quest'ultimo di un programma mondiale per la realizzazione di una rete di scuole di volo dal nome CAE Global Academy.

## Flotta
| aereo        | flotta | sede    |
| ------------ | ------ | ------- |
| Diamond DA20 | 16     | Phoenix |
| Diamond DA40 | 10     | Phoenix |
| Diamond DA42 | 4      | Phoenix |
| Piper Archer | 14     | Phoenix |

| simulatore                 | sede      |
| -------------------------- | --------- |
| Airbus A320                | Bruxelles |
| Airbus A330/A340           | Bruxelles |
| Avro RJ                    | Bruxelles |
| Boeing 737-300/400/500     | Bruxelles |
| Boeing 737 Next Generation | Bruxelles |
| Boeing 757/767             | Bruxelles |